# 陳兆鸞
陳兆鸞（1623年—？），字鳴瑞，山東萊州府濰縣東關人。清朝政治人物、進士出身。
顺治六年，登三甲第65名进士，授湖廣荊州府推官，后官至河南彰德府知府。